# Голосеевский проспект
Голосе́евский проспе́кт (укр. Голосіївський проспект) — проспект в Голосеевском районе города Киева, местности Демиевка, Голосеево. Пролегает от железнодорожного путепровода до проспекта Академика Глушкова.
К проспекту примыкают улицы Голосеевская, Максима Рыльского, Васильковская (дважды), Стельмаха, Маричанская, Ореховатская (Бурмистенко) (Ореховатский путепровод), Потехина и Героев Обороны, переулки Демиевский, Ужгородский, Жуковского и Коломиевский, проспекты Валерия Лобановского и Науки, площади Демиевская и Голосеевская.
В начале проспект соединён путепроводом с бульваром Николая Михновского.

## История
Начальная часть проспекта возникла во второй половине XIX века как отрезок Большой Васильковской улицы (до нынешней Голосеевской площади), в 1944—1957 годах — Васильковской улицы. В 1957 году объединена под нынешним названием с новопроложенной автомагистралью (проложена сквозь Голосеевский лес в течение 1950-х годов под условным названием «Автострада Киев—Одесса»). В 1976 году от проспекта 40-летия Октября отделена улица Маршала Кошевого (пролегала от Одесской площади), а в 1983 году — проспект Академика Глушкова, после чего он приобрёл нынешние размеры.
В сентябре 2015 года проспект 40-летия Октября был официально переименован в Голосеевский проспект (в некоторых источниках проспект 40-летия Октября называли Голосеевским проспектом еще в начале 2000-х годов, однако решение Киевсовета о переименовании тогда не вступило в силу).

## Застройка
Строительство жилых домов вдоль проспекта началось в 1958 году. В застройке преобладают пяти- и восьмиэтажные «хрущёвки», многоэтажные жилые дома более позднего времени. В начале проспекта, поблизости от Демиевской площади сохранилось несколько зданий начала XX века.

## Памятники архитектуры, исторически ценные здания
- № 6 — врата Демиевского снарядного завода (конец XIX столетия);
- № 8 — комплекс сооружений Демиевского пивзавода Шульца (вторая половина XIX столетия);
- № 22 — бывшая Синагога Баришпольского (1878;1920-е);
- № 54 — Вознесенская церковь (1882);
- № 56 — пожарная часть (1927-28).

а также здания № 26, 30, 32, 36, 48 — сооружены до 1941 года.

## Важные учреждения
- Дошкольное учебное заведение № 221 (дом № 114-А)
- Дошкольное учебное заведение № 439 (дом № 124-А)
- Государственная библиотека Украины для юношества (дом № 122)
- Городская клиническая больница № 10 и Центральная районная поликлиника Голосеевского района (дом № 59-Б)
- Отделение связи № 127 (дом № 110)
- Общеобразовательная школа № 179 (дом № 120-В)
- Общеобразовательная школа № 85 (дом № 36)
- Дом детского и юношеского творчества Голосеевского района (дом № 22)
- Библиотека для детей № 27 им. М. Рыльского (дом № 97-А)
- Библиотека «Демиевская» Голосеевского района (дом № 46/1)
- Кинотеатр «Загреб», не действующий на данное время (дом № 116)
- Гостиница «Мир» (дом № 70)
- Национальная библиотека им. Вернадского (дом № 3)

## Памятники
- Памятник Максиму Рыльскому. Установлен в 2003 году возле входа в парк им. М. Рыльского. Выполнен из бронзы и гранита скульптором П. Остапенко и архитектором А. Стукаловым.